# José Nivaldo Barbosa de Sousa
José Nivaldo Barbosa de Sousa (Limoeiro, 28 de maio de 1924 - Surubim, 5 de agosto de 2013) foi um médico, romancista, contista e pecuarista brasileiro.
Exerceu a profissão de médico na cidade pernambucana de Surubim desde 1949.
Era pecuarista, pertencente à Associação Brasileira de Criadores de Zebu, da qual foi conselheiro consultivo pelo estado de Pernambuco.

## Acadêmico
José Nivaldo pertencia às seguintes entidades literárias:
- Academia Pernambucana de Medicina;
- Academia Pernambucana de Letras - Cadeira 34;
- Academia de Letras e Artes do Nordeste;
- Sociedade Brasileira de Médicos Escritores - Regional de Pernambuco - presidente no biênio 1984 - 1985;
- União Brasileira de Escritores - Seção Pernambuco;
- União de Médicos Escritores e Artistas Lusófonos - membro fundador;
- União Mundial dos Escritores Médicos.

## Obras publicadas
- Amor, fuxico e emancipação[2]
- Doutor Marcolino
- Terra de coronel
- Noite sem nome
- O voo dos Carcarás
- Moedas falsas
- Jarro de louça.
- Pesadelo - Rememorando uma Prisão Política
- O atestado da donzela[2]

## Homenagem
José Nivaldo recebeu homenagem na Academia Pernambucana de Letras, pelas Edições Bagaço, no evento Celebração à Palavra Escrita, que também lançou livros de vários escritores acadêmicos.